# Войцехово (Кольський повіт)
Войцехово (пол. Wojciechowo) — село в Польщі, у гміні Ходув Кольського повіту Великопольського воєводства.
Населення — 67 осіб (2011).
У 1975-1998 роках село належало до Конінського воєводства.

## Демографія
Демографічна структура станом на 31 березня 2011 року:
|          | Загалом | Допрацездатний вік | Працездатний вік | Постпрацездатний вік |
| -------- | ------- | ------------------ | ---------------- | -------------------- |
| Чоловіки | 35      | 7                  | 21               | 7                    |
| Жінки    | 32      | 6                  | 15               | 11                   |
| Разом    | 67      | 13                 | 36               | 18                   |